# Manhunt International 2007
Manhunt International 2007 là cuộc thi Manhunt International lần thứ mười hai được tổ chức tại thành phố Seoul, Hàn Quốc vào ngày 10 tháng 2 năm 2007. Có tất cả 47 thí sinh tham dự cuộc thi với chiến thắng thuộc về Jeffrey Zheng đến từ Trung Quốc.

## Kết quả
| Kết quả                    | Thí sinh |
| -------------------------- | --- |
| Manhunt International 2007 | - Trung Quốc — Jeffrey Zheng |
| Á vương 1                  | - Canada — Jason Charles Milot |
| Á vương 2                  | - Hy Lạp — Athitakis Ioannis |
| Á vương 3                  | - Australia — Craig Bannet |
| Á vương 4                  | - Ấn Độ — Abhimanyu Jain |
| Top 17                     | - Bỉ — Michael Verlackt - Bulgaria — Ali Aliev - Costa Rica — Alonso Fernandez Alvarez - Hàn Quốc — Jeong Ju Seop - Indonesia — Fernando Surya - Kazakhstan — Anuar Kusherbaev - Liban — Pedro Kiwan - México — Gabriel Navarro - Panama — Orlando Mendieta - Puerto Rico — Justin Johnson Perez - Thụy Điển — Alexander Parleros - Việt Nam — Ngô Tiến Đoàn |

Giải thưởng đặc biệt
| Giải thưởng             | Thí sinh                                |
| ----------------------- | --------------------------------------- |
| Mr. Internet Popularity | - Hy Lạp — Athitakis Ioannis            |
| Mr. Photogenic          | - Costa Rica — Alonso Fernandez Alvarez |
| Mr. Physics             | - Việt Nam — Ngô Tiến Đoàn              |
| Mr. Personality         | - Nepal — Chandan Agrawal               |
| Mr. Friendship          | - Curaçao — Gerrit Kooks                |
| Best Groomed            | - Indonesia — Fernando Surya            |
| Best Runway Model       | - Hàn Quốc — Jeong Ju Seop              |
| Best in Swimsuit        | - Kazakhstan — Anuar Kusherbaev         |
| Best National Costume   | - Đài Loan — Li Chi-Hsiang              |

Manhunt Lục địa
| Lục địa                   | Thí sinh                                                                                        |
| ------------------------- | ----------------------------------------------------------------------------------------------- |
| Châu Mỹ                   | - México — Gabriel Navarro - Panama — Orlando Mendieta - Venezuela — German Gonzalez            |
| Châu Phi & Châu Đại Đương | - Angola — Marco Kleyn Gomes Rocha - Hawaii — Jacob Maddox - Puerto Rico — Justin Johnson Perez |
| Châu Á                    | - Hồng Kông — Trương Đông - Singapore — Goh Zhen Wei - Malaysia — Loo Mark Chin                 |
| Châu Âu                   | - Áo — Markus Unfried - Latvia — Armands Berzins - Litva — Ernas Moll                           |
| Địa Trung Hải             | - Thổ Nhĩ Kỳ — Serkan Tan - Liban — Pedro Kiwan - Malta — Kevin Bonello                         |

## Các thí sinh
48 thí sinh dự thi.
| Quốc gia/vùng lãnh thổ | Thí sinh                 |
| ---------------------- | ------------------------ |
| Ai Cập                 | Karim Sherif             |
| Angola                 | Marco Kleyn Gomes Rocha  |
| Anh Quốc               | Sonny Singh              |
| Ấn Độ                  | Abhimanyu Jain           |
| Bỉ                     | Michael Verlackt         |
| Bosna và Hercegovina   | Mirza Ustovic            |
| Brasil                 | Paulo Cesar Sales        |
| Bulgaria               | Ali Aliev                |
| Canada                 | Jason Charles Milot      |
| Colombia               | Jonathan Zambrano Orrego |
| Costa Rica             | Alonso Fernandez Alvarez |
| Curaçao                | Gerrit Kooks             |
| Đài Loan               | Li Chi-Hsiang            |
| Đức                    | Mahmut Karaton           |
| Estonia                | Tonis Kalmu              |
| Gibraltar              | Daniel Robinson          |
| Hawaii                 | Jacob Maddox             |
| Hà Lan                 | Wouter Koopman           |
| Hàn Quốc               | Jeong Ju Seop            |
| Hoa Kỳ                 | Kipp Glass               |
| Hồng Kông              | Zhang Dong               |
| Hy Lạp                 | Athitakis Ioannis        |
| Indonesia              | Fernando Surya           |
| Kazakhstan             | Anuar Kusherbaev         |
| Latvia                 | Armands Berzins          |
| Liban                  | Pedro Kiwan              |
| Litva                  | Ernas Moll               |
| Ma Cao                 | Liu Kun                  |
| Malaysia               | Loo Mark Chin            |
| Malta                  | Kevin Bonello            |
| México                 | Gabriel Navarro          |
| Nam Phi                | Quinton Van der Wolt     |
| Nepal                  | Chandan Agrawal          |
| Pakistan               | Aly Asghar               |
| Panama                 | Orlando Mendieta         |
| Pháp                   | Francois Pragnere        |
| Philippines            | Roldunne J. Mendoza      |
| Puerto Rico            | Justin Johnson Perez     |
| Singapore              | Goh Zhen Wei             |
| Síp                    | Yiannis Herbrik          |
| Thái Lan               | Vacharakorn Waiyasinn    |
| Thổ Nhĩ Kỳ             | Serkan Tan               |
| Thụy Điển              | Alexander Parleros       |
| Trung Quốc             | Jeffrey Zheng            |
| Úc                     | Craig Barnett            |
| Venezuela              | German Gonzalez          |
| Việt Nam               | Ngô Tiến Đoàn            |